# Pongsakorn Paeyo
Pongsakorn Paeyo (1 de diciembre de 1996) es un deportista tailandés que compite en atletismo adaptado. Ganó diez medallas en los Juegos Paralímpicos de Verano entre los años 2016 y 2024.

## Palmarés internacional
| Juegos Paralímpicos | Juegos Paralímpicos     | Juegos Paralímpicos | Juegos Paralímpicos |
| Año                 | Lugar                   | Medalla             | Prueba              |
| ------------------- | ----------------------- | ------------------- | ------------------- |
| 2016                | Río de Janeiro (Brasil) | Medalla de oro      | 400 m T53           |
| 2016                | Río de Janeiro (Brasil) | Medalla de oro      | 800 m T53           |
| 2016                | Río de Janeiro (Brasil) | Medalla de plata    | 100 m T53           |
| 2016                | Río de Janeiro (Brasil) | Medalla de plata    | 4 × 400 m T53/54    |
| 2020                | Tokio (Japón)           | Medalla de oro      | 100 m T53           |
| 2020                | Tokio (Japón)           | Medalla de oro      | 400 m T53           |
| 2020                | Tokio (Japón)           | Medalla de oro      | 800 m T53           |
| 2024                | París (Francia)         | Medalla de oro      | 400 m T53           |
| 2024                | París (Francia)         | Medalla de plata    | 100 m T53           |
| 2024                | París (Francia)         | Medalla de plata    | 800 m T53           |